# Türmeruhr
Türmeruhren sind eine Sonderform der Räderuhren und zählen zu den ältesten mechanischen Uhren überhaupt. Die Besonderheit der Uhrwerks-Konstruktionen, die ab dem späten Mittelalter für Kirchtürme oder die als Teil der Stadtbefestigungen dienenden Stadttürme genutzt wurden, besteht in einer Vorrichtung, mit der der Turmwächter oder Türmer in seiner Wachstube durch ein akustisches Signal, das „Weckzeichen“, an das Schlagen einer Glocke gemahnt wurde. Je nach Tageszeit schlug der Türmer dann zumeist weithin hörbei die Anzahl der Stunden an.

## Geschichte
In deutschen Ländern sind die ältesten Türmeruhren ab dem 13. und 14. Jahrhundert dokumentiert, so beispielsweise die laut einer Kirchenmeisteramtsrechnung vom Meister Hans von Prag im Jahr 1417 für den Stephansdom in Wien gefertigte Räderuhr mit Schlagwerk. Doch gerade bei den frühesten Erwähnungen von Schlaguhren lässt sich mitunter nur schwer feststellen, ob es sich dabei „um eine große Turmuhr mit Schlagwerk oder um eine kleine Türmeruhr handelte.“
Nachfolgerinnen der Türmeruhren wurden später selbständige Schlaguhren und andere Stundenuhren, in den Städten insbesondere auch die für Werktägige zu Beginn und Ende der Arbeitszeiten geschlagenen „Werkglocken“.

## Bekannte Türmeruhren und ihre Datierung
- 1392: Türmeruhr der Marktkirche in Hannover[4]
- 1. Hälfte 15. Jh.: Sog. Sebalder Schlaguhr in der Sebalduskirche in Nürnberg[5]